# Młochów (gromada)
Młochów – dawna gromada, czyli najmniejsza jednostka podziału terytorialnego Polskiej Rzeczypospolitej Ludowej w latach 1954–1972.
Gromady, z gromadzkimi radami narodowymi (GRN) jako organami władzy najniższego stopnia na wsi, funkcjonowały od reformy reorganizującej administrację wiejską przeprowadzonej jesienią 1954 do momentu ich zniesienia z dniem 1 stycznia 1973, tym samym wypierając organizację gminną w latach 1954–1972.
Gromadę Młochów z siedzibą GRN w Młochowie utworzono – jako jedną z 8759 gromad na obszarze Polski – w powiecie pruszkowskim w woj. warszawskim, na mocy uchwały nr VI/10/15/54 WRN w Warszawie z dnia 5 października 1954. W skład jednostki wszedł obszar dotychczasowej gromady Rozalin oraz wieś Młochów z dotychczasowej gromady Młochów ze zniesionej gminy Nadarzyn w powiecie pruszkowskim; obszary dotychczasowych gromad Krakowiany i Wola Krakowiańska ze zniesionej gminy Mroków w powiecie piaseczyńskim (woj. warszawskie); a także las państwowy leżący między granicą powiatu pruszkowskiego i granicami gromad Młochów, Rozalin i Siestrzeń. Dla gromady ustalono 10 członków gromadzkiej rady narodowej.
Gromadę zniesiono 31 grudnia 1959, a jej obszar włączono do gromady Nadarzyn w tymże powiecie.